# Бужка
Бужка (пол. Bużka) — село в Польщі, у гміні Сарнаки Лосицького повіту Мазовецького воєводства.
Населення — 46 осіб (2011).
У 1975-1998 роках село належало до Білопідляського воєводства.

## Демографія
Демографічна структура станом на 31 березня 2011 року:
|          | Загалом | Допрацездатний вік | Працездатний вік | Постпрацездатний вік |
| -------- | ------- | ------------------ | ---------------- | -------------------- |
| Чоловіки | 24      | 1                  | 20               | 3                    |
| Жінки    | 22      | 5                  | 11               | 6                    |
| Разом    | 46      | 6                  | 31               | 9                    |